# La patrona
 (mars 2022).
Si vous disposez d'ouvrages ou d'articles de référence ou si vous connaissez des sites web de qualité traitant du thème abordé ici, merci de compléter l'article en donnant les références utiles à sa vérifiabilité et en les liant à la section « Notes et références ».
La patrona est une telenovela américaine diffusée entre le 8 janvier 2013 et le 9 juillet 2013 sur Telemundo.
Elle a été diffusée en France sur le réseau Outre-Mer 1re et sur France Ô. Elle a également été diffusée sur la chaine Novelas TV entre le 24 mars 2015 au 17 novembre 2015 et rediffusée entre le 16 septembre 2016 au 10 mars 2017.
Le feuilleton est disponible sur 6play en 2023-2024.
En Juin 2025, elle est rediffusée pour la troisième fois sur Novelas TV.

## Synopsis
Gabriela Suárez est violée par Fernando Beltran alors qu’elle n’est qu’une adolescente, après avoir refusé ses avances. Ce dernier n’est autre que le fils cadet d’Antonia Guerra appelée « la Patronne », la femme la plus puissante et la plus crainte de la bourgade de San Pedro Del Oro, dirigée par le maire Julio Montemar. Antonia mène tout son petit monde avec une poignée de fer. À la suite de ce viol, Gabriela tombe enceinte et décide de garder l'enfant et donne naissance à son fils, David. Deux années plus tard, Gabriela revient à San Pedro Del Oro et prétend que le père de son enfant a disparu. Le petit garçon devient la risée de ses camarades de classe qui le harcèlent continuellement. Gabriela, quant à elle, travaille dans la mine d’or de San Pedro Del Oro, où elle est la seule femme. Elle tombe amoureuse d’Alejandro Beltrán, le fils de la célèbre Antonia qui revient au village après une longue absence pour assister aux funérailles de son beau-père, Marcelo Vidal. La relation d’Alejandro et Gabriela ne plaît pas du tout à Antonia qui use de toutes les combines machiavéliques pour écarter Gabriela. Quand Antonia découvre que le tigre Suárez possède la mine d’or du Chemuco, elle ordonne sa mise à mort et piège Gabriela à se rendre auprès de son père dans la mine où il se trouve entouré d’explosifs en agonisant après toutes les tortures qui lui ont été infligées. Au courant des combines de sa mère, Fernando se rend sur place pour sauver Gabriela mais meurt durant l’explosion. Antonia se vengera sur Gabriela de la mort de son fils et se servira de son influence afin de la faire enfermer dans un asile psychiatrique où elle sera torturée par Gertrudis Aguirre. Gabriela fera la connaissance de Constanza Goldstein, la femme d’Anibal Villegas. Pendant ce temps, Antonia obtient la garde de David, l’élève comme le sien en souvenir de Fernando et monte son petit-fils contre sa mère.
Quatre années d’enfer s’écoulent pour la pauvre Gabriela qui est méconnaissable après avoir été enfermée tout ce temps dans les catacombes. Par ailleurs, après avoir escroqué le maire Julio Montemar, Lucho Vampa est jeté en prison où il se fait passer pour fou dans le but de s’échapper afin de se rendre dans ce fameux hôpital psychiatrique après avoir appris par Gastón Goicochea, ce qui se passait là-bas. Il rencontre Gabriela et Constanza, la femme du sénateur Anibal Villegas, qui lui la fait enfermée pour prendre toute sa fortune. Un soir, le centre de réadaptation prend feu. Gabriela, Constanza et Lucho s’échappent. Une infirmière du centre qui possédait la médaille de Gabriela, qu’elle lui avait volée, est retrouvée morte, entièrement brûlée et méconnaissable. Tout le monde pense alors que Gabriela est morte. Cette dernière profite de cette situation pour mettre ainsi sa mort en scène. Constanza apprend alors qu’elle est l’héritière de l’immense fortune de son oncle. Constanza, Gabriela et Lucho partent aux États-Unis à New York grâce à la réserve d’or du père de Gabriela, le tigre Suárez.
Gabriela prévoit un plan de vengeance bien peaufiné, elle adopte un nouveau look de femme très classe, prend des cours pour se cultiver, apprend l’auto-défense pour affronter les loups et revient à San Pedro del Oro quelques mois par la suite pour se venger de ses ennemis. Pour cela, elle se dissimule sous une fausse identité, celle de Veronica Dantès, une richissime femme qui a bien l'intention de provoquer la chute d’Antonia Guerra et devenir la nouvelle patronne mais de nombreux obstacles se dresseront sur sa route dont elle devra faire face avant de pouvoir y parvenir.

## Acteurs et personnages

### Acteurs principaux et secondaires
| Acteurs                    | Personnages                                                                                |
| -------------------------- | ------------------------------------------------------------------------------------------ |
| Aracely Arámbula           | Gabriela Suárez "La Tigresse" / Veronica Dantès "La Patronne" / Gabriela Suárez de Beltrán |
| Jorge Luis Pila            | Alejandro Beltrán Guerra                                                                   |
| Christian Bach             | Antonia Guerra "La Patronne"                                                               |
| Gonzalo García Vivanco     | Luis "Lucho" Vampa                                                                         |
| Erika de la Rosa           | Irène Montemar Godinez / Iréne Montemar de Beltrán / Irène Montemar de Vampa               |
| Gossenin Prince            | Horatio Velasquez                                                                          |
| Alisa Vélez                | Julia Montemar Godinez / Julia Montemar de Beltrán †                                       |
| Geraldine Zinat            | Francisca Mongolon / Francisca Mogolon de Goicochéa                                        |
| Joaquin Cosio              | Esteban Rigores                                                                            |
| Christian de la Campa      | Alberto Espino †                                                                           |
| Javier Díaz Dueñas         | Tomás "Le Tigre" Suárez †                                                                  |
| Aldo Gallardo              | Ricardo Villegas Goldstein                                                                 |
| Carlos Torres Torrija      | Julio Montemar †                                                                           |
| Alexandra de la Mora       | Patricia Montemar de Villegas                                                              |
| Irineo Álvarez             | Ramon Izquierdo †                                                                          |
| Surya MacGregor            | Constanza Goldstein de Villegas                                                            |
| Anilú Pardo                | Docteur Gertrudis Aguirre                                                                  |
| Martín Barba               | David Suárez / David Beltrán                                                               |
| Gina Vargas                | Cecilia Jiménez                                                                            |
| Mauricio Garza             | Lucas Guillén †                                                                            |
| Tómas Goros                | Ramiro "Lagarto" Chacon / Commissaire Chacon †                                             |
| Mario Loria                | Gastón Goicochea                                                                           |
| Kenia Gascón               | Prudencia Godínez de Montemar †                                                            |
| Bárbara Singer             | Valentina Vidal †                                                                          |
| Ennio Ricciardi            | Maximiliano Suárez †                                                                       |
| José Luis Yeverino         | Commissaire Gonzales                                                                       |
| Maru Bravo                 | Poncia Jiménez                                                                             |
| Francisco "Paquet" Vázquez | Macario Gaitán †                                                                           |
| Manuel Balbi               | Fernando Beltrán Guerra †                                                                  |
| Manola Diez                | Lucecita                                                                                   |
| Joaquín Garrido            | Anibal Villegas †                                                                          |
| Diego Soldano              | Commissaire Rodrigo Balmaceda                                                              |
| Marco Zetina               | Marcelo Vidal †                                                                            |
| Ángel Chehin               | Manuel Zapata                                                                              |
| Alejandra Álvarez          | Lucía Beltrán Montemar                                                                     |
| Iñaki Goci                 | Leonardo Guillén †                                                                         |
| Aurora Gil                 | Romina Romero †                                                                            |
| Rocío Canseco              | Milagros †                                                                                 |
| Sharon Zundel              | Inés Mendoza                                                                               |
| Aline Marrero              | Inocencia Mercado †                                                                        |
| Franco Gala                | Pascual Duarte †                                                                           |
| Francisco Calvillo         | Braulio Cifuentes                                                                          |
| Eric Ramírez               | Teniente González                                                                          |
| Palmeira Cruz              | Eugenia Toledo Palacios / Nayelis Sánchez                                                  |
| Claudia Marín              | Azucena Barrios "La Madame"                                                                |
| Rami Martínez              | Casanova †                                                                                 |
| Ricardo Gaya               | La Comadreja Pérez                                                                         |
| Ianis Guerrero             | Minero Chávez                                                                              |
| Claudio Guevara            | Jorge Lucinci                                                                              |
| Alexander Holtmann         | Arthur Kelley                                                                              |
| Emilio Caballero           | Maximiliano Suarez (jeune)                                                                 |
| Andrea Betley              | Valentina Vidal (jeune)                                                                    |
| Patricio Sebastián         | David Suárez Beltrán (jeune) / Fernando Beltrán Guerra (jeune)                             |
| Adrián Herrera             | Lucas Guillén (jeune)                                                                      |
| Fabián Peña                | Marcos Beltrán (flashback)                                                                 |
| Regina Pavón               | Gabriela Suárez (jeune)                                                                    |

## Diffusion internationale
| Pays                | Chaîne                    | Titre      | Première diffusion                              |
| ------------------- | ------------------------- | ---------- | ----------------------------------------------- |
| États-Unis          | Telemundo                 | La patrona | 8 janvier 2013                                  |
| Mexique             | Galavisión                | La patrona |                                                 |
| Porto Rico          | Telemundo Porto Rico      | La patrona | 8 janvier 2013                                  |
| Panama              | TVN                       | La patrona |                                                 |
| Venezuela           | Teleamazonas              | La patrona |                                                 |
| Nicaragua           | Televicentro de Nicaragua | La patrona |                                                 |
| Costa Rica          | Teletica                  | La patrona |                                                 |
| Arabie saoudite     | MBC 1                     | المديرة    |                                                 |
| Grèce               | Alpha TV                  |            |                                                 |
| Géorgie             | Imedi TV                  | დაბრუნება  |                                                 |
| Hongrie             | RTL2                      | Az örökség |                                                 |
| Arménie             | Shant TV                  | Տիրուհին   |                                                 |
| Chili               | TVN                       | La patrona | octobre 2013                                    |
| France              | Réseau Outre-Mer 1ère     | La patrona | octobre 2014                                    |
| France              | France Ô                  | La patrona | 12 février 2015                                 |
| France              | Novelas TV                | La patrona | 27 juin 2025                                    |
| Afrique Francophone | Novelas TV                | La patrona | 24 mars 2015, 16 septembre 2016 et 27 juin 2025 |

## Autres versions
- La dueña (Venezolana de Televisión, 1984)
- Dueña y Señora (Telemundo, 2006)
- Santa Barbara (TVI, 2015-2016)
- Minas de pasión (Televisa, 2023-2024)